# Somlójenő
Somlójenő est un village et une commune du comitat de Veszprém en Hongrie.